# Feist
Leslie Feist (născută la 13 februarie 1976), cunoscută sub numele de scenă Feist, este o cântăreață-compozitoare canadiană, atât ca artistă solo, cât și ca membră a grupului de indie rock Broken Social Scene.
Feist și-a început cariera solo în 1999, cu albumul Monarch (Lay Your Head Jewelled Down). Albumele de studio ulterioare, Let It Die, lansat în 2004, și The Reminder, lansat în 2007, au fost aclamate de critici și au avut succes comercial, cu vânzări de peste 2,5 milioane de exemplare. Cu The Reminder, Feist a câștigat patru nominalizări la premiile Grammy, inclusiv o nominalizare pentru Best New Artist. Ea a fost câștigătoarea de top de la Juno Awards 2008, în Calgary, cu cinci premii, inclusiv Compozitorul Anului, Artistul Anului, Albumul Pop al Anului, Albumul Anului și Single-ul Anului. Al patrulea album al artistei, Metals, a fost lansat pe 30 septembrie 2011.

## Primii ani
Leslie Feist s-a născut la 13 februarie 1976 în Amherst, Nova Scotia, Canada. Părinții ei sunt ambii artiști. Tatăl ei, Harold Feist, este un pictor expresionist-abstract american-canadian care a predat la Colegiul Alberta de Artă și Design și la Universitatea Mount Allison din Sackville, New Brunswick. Mama ei, Lyn Feist, a studiat ceramica la Saskatchewan. După ce s-a născut primul lor copil, Ben, familia s-a mutat la Sackville.
Harold și Lyn au divorțat imediat după ce ea s-a născut Feist, iar cei doi copii s-au mutat, împreună cu mama lor, în Regina, Saskatchewan. Mai târziu, viitoarea artistă s-a mutat la Calgary. Ea a aspirat să fie scriitor, și-a petrecut o mare parte din anii tinereții cântând în coruri. La vârsta de doisprezece ani, Feist a fost unul dintre cei 1000 de dansatori din cadrul ceremoniei de deschidere a Jocurilor Olimpice de iarnă de la Calgary, experiență pe care o citează ca sursă de inspirație pentru realizarea videoclipului piesei 1234.
Pentru că tatăl ei este american, Feist are dublă cetățenie, americană și canadiană.

## Cariera muzicală
În 1991, la vârsta de 15 ani, Feist și-a început cariera muzicală, prin fondarea și participarea ca vocalistă în trupa locală de punk Placebo (a nu se confunda cu mai cunoscuta formație engleză cu același nume). Ea și colegii ei au câștigat varianta locală a Battle of the Bands și au fost premiați cu un loc în deschiderea festivalului Infest din 1993, eveniment la care au participat și cei de la Ramones. La acest concert, Feist s-a întâlnit cu Brendan Canning, a cărui formație, hHead, urcase pe scenă chiar înainte de ei, și cel care o va atrage pe Feist, zece ani mai târziu, în trupa Broken Social Scene. În octombrie 1993, Placebo a deschis un concert Radiohead în Alberta.
În 1995, Feist a fost nevoită să ia o pauză de la muzică, pentru a se recupera după niște probleme avute cu corzile vocale. Artista s-a mutat din Calgary în Toronto în 1996. În acel an, ea a fost întrebată de către Noe Mintz de la hHead dacă nu vrea să participe ca basist în proiectul său solo, Noah’s Arkweld. Deși nu mai cântase niciodată la chitară bas, a făcut-o, în următorul an, pentru noua trupă. În 1998, a devenit chitarista trupei By Divine Right și a participat la turnee împreună cu ei în 1998, 1999 și 2000.
În 1999, Feist s-a mutat cu un prieten, Merrill Nisker, care apoi și-a început cariera de muzician electro-punk sub numele de Peaches. Feist a lucrat în partea din spate a scenei pentru spectacolele Peaches, folosind o marionetă șosetă și care se numea "Bitch Lap Lap”. Cei doi au făcut un turneu împreună în Anglia în 2000-2001, unde s-au întâlnit cu Justine Frischmann din Elastica și M.I.A. A apărut ca solist invitat în The Teaches of Peaches. Ea apare, pe urmă, în videclipul  piesei  Lovertits. Mai târziu, Feist face un cover împreună cu  Gonzales (pe care l-a întâlnit în timpul turneului cu Peaches). În 2006, Feist a contribuit vocal la piesa Give-Er, care a apărut în albumul Peaches.

## Monarch (Lay Your Head Jewelled Down)
Albumul ei de debut solo, Monarch (Lay Your Head Jewelled Down), a fost lansat în 1999. Acesta este compus din 10 piese, inclusiv Monarch și That's What I Say, It's Not What I Mean. Monarch (Lay Your Head Jewelled Down) a fost produs de Dan Kurtz, care va forma mai târziu Dragonette.

## În prezent
În 2007, Feist a ieșit pe locul 9 în topul celor de la Spinner.com, „Women Who Rock Right Now”. De asemenea, revistele de specialitate „Spin” și  „Blender” au numit-o Breakout Artist of The Year.
Feist a fost fotografiată de Annie Leibovitz pentru numărul din noiembrie 2007 al revistei Vanity Fair, ca parte a unui eseu fotografic ce avea ca tematică muzica pop. La data de 3 noiembrie a aceluiași an, ea și-a interpretat piesele 1234 și I Feel It All de la emisiunea de televiziune „Saturday Night Live”. 
Feist a fost pe coperta din primăvara anului 2008 a revistei „Naked Eye”. Pe 28 aprilie, Feist a fost intervievată de Stephen Colbert.
În 2009, Feist a fost prezentă în filmul de televiziune CTV, My musical brain, împreună cu neurologul și scriitorul Daniel Levitin, producția fiind bazată pe bestseller-ul lui Levitin, This is Your Brain on Music.

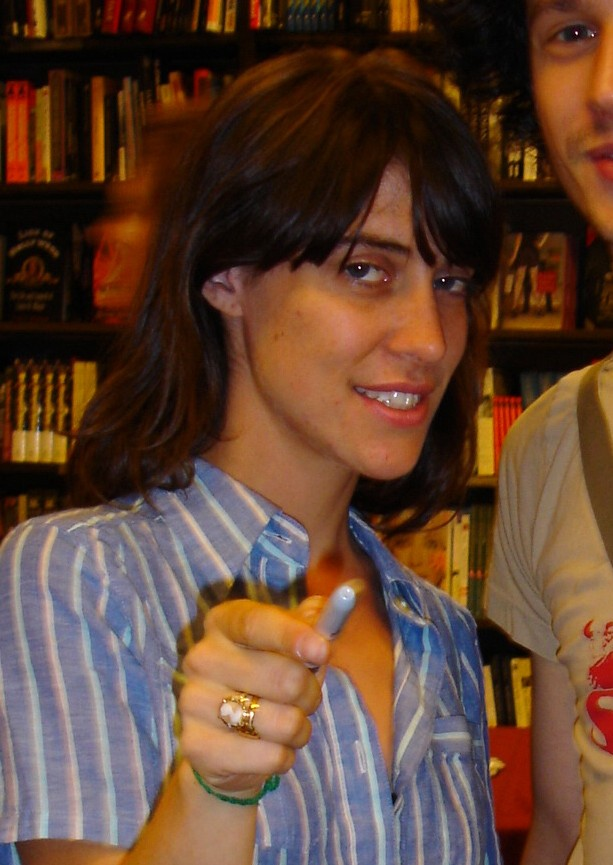
Feist în 2005

În același an, artista a colaborat cu trupa brooklyneză Grizzly Bear pe piesa Service Bell, piesă produsă pentru campania împotriva SIDA a celor de la Red Hot Organization. În luna iunie a lui 2009,  Feist s-a realăturat trupei Broken Social Scene în cadrul festivalului anual North by Northeast, pentru a celebra apariția unei biografii a trupei, This Book is Broken, carte în care artista este reliefată în mod special. Deși zvonurile spuneau că Feist nu va mai cânta niciodată alături de trupă, cea de la North by Northeast a fost doar prima dintr-o serie consistentă de apariții alături de vechii ei parteneri de scenă.   
Feist s-a alăturat unui grup de artiști compus din Beck, Jamie Lidell și James Gadson, pentru un cover al piesei Oar al lui Skip Spence. De asemenea, a contribuit și la apariția celui de-al doilea album al canadianului Doug Pasley. Aici, artista interpretează piesele What I Saw și vocea feminină din duetul Don’t Make Me Wait. Cântecul ei, Limit to Your Love, a beneficiat de un cover din partea artistului britanic James Blake și, mai apoi, remixat ca piesă Dubstep de Benny Bennassi, formă sub care s-a bucurat de un deosebit succes la ediția din 2011 a Ultra Music Festival. 
Pe 7 iulie 2011, Feist, împreună cu Colin Greenwood de la Radiohead, Nicolas Godin de la Air, și trupele The Hotrats și Soap&Skin, au interpretat featuring-ul celor de la The Velvet Underground cu Nico, Femme Fatale, într-un „all-star gig” cu numele de „The Velvet Underground Revisited”, care a avut loc în Paris.
Albumul ei, Metals, a fost lansat pe 30 septembrie 2011. Printre colaboratorii de pe material s-au numărat Valgeir Sigurðsson, Chilly Gonzales și Mocky. De asemenea, albumul includea duete cu Vanessa Carlton și Marina & The Diamonds.

## Look at What the Light Did Now
În septembrie 2010, Feist a anunțat, pe website-ul ei, lansarea unui documentar despre procesul creativ din timpul lucrului la The Reminder, numit Look at What the Light Did Now. Filmul a fost regizat de canadianul Anthony Seck și a fost realizat pe peliculă de 8 mm. Producția a fost lansată pe DVD în decembrie 2010 și a avut parte de un număr limitat de proiecții, incluzând-o și pe cea de la Muzeul Regal din Toronto, care a avut ca bonus, la sfârșit, și un interviu cu Feist realizat de George Stroumboulopoulos.

## Discografie
- 1999: Monarch (Lay Your Jewelled Head Down)
- 2004: Let It Die
- 2006: Open Season
- 2007: The Reminder
- 2011: Metals